# Budy (Kozienice)
Pour les articles homonymes, voir Budy.
Budy (prononciation : [ˈbudɨ]) est un village polonais de la gmina de Kozienice dans le powiat de Kozienice de la voïvodie de Mazovie dans le centre-est de la Pologne.

## Histoire
De 1975 à 1998, le village appartenait administrativement à la voïvodie de Radom.